# Batalla de Delagua
La Batalla de Delagua es un conflicto ficticio del legendarium del escritor J. R. R. Tolkien. Ocurre en uno de los últimos capítulos de la novela El Señor de los Anillos.
Ocurrió el 3 de noviembre del 3019 T. E., fue el enfrentamiento entre los Hobbits de la Comarca y unos rufianes comandados por Saruman. Esta batalla se considera la última de la Guerra del Anillo. Se considera además la segunda batalla realizada dentro de los lindes de la Comarca (Luego de la Batalla de los Campos Verdes) desde su fundación hacia más de 1400 años.
Los bandos como se dijo anteriormente estaban conformados por los Hobbits de la Comarca liderados por Frodo y Sam pero especialmente por Merry y Pippin que utilizaron su reciente, pero vasta, experiencia en los ejércitos de Rohan y Gondor respectivamente durante la Guerra del Anillo. Pippin aún se mantenía al servicio de Gondor, puesto que no había sido dado de baja por el rey Elessar, por lo que se encontraba luchando respaldando la autoridad del nuevo gobierno de Minas Tirith. 
En el bando enemigo se encontraban los invasores rufianes de Zarquino (el nombre que esos rufianes daban a Saruman, que significa ‘el viejo’ palabra posiblemente derivada del orco sharku). Esos rufianes eran dunlendinos de las Tierras Brunas, o incluso semiorcos.
La estrategia utilizada por los hobbits, y que les dio la victoria además, consistió en emboscar a los rufianes bloqueando los caminos por los que habían entrado a la ciudad, usando carromatos y carretas especialmente. A pesar de que se les instó a rendirse, los hombres de Zarquino decidieron pelear su escape, pero fueron vencidos por los Hobbits. Pippin y Merry lucharon valientemente en la batalla, al igual que Sam. Frodo también se encontraba ahí, pero se ocupó más de cuidar a los heridos y de preocuparse porque los enemigos que se rindieran o quedasen desarmados fueran respetados.
Luego de la batalla Frodo confrontaría a Zarquino, junto con sus tres compañeros, y lo exiliaría para siempre de la Comarca. Rápidamente Grima asesinaría a Saruman cuando se retiraban, y antes que Frodo pudiera reaccionar, los Hobbits vigilantes lanzaron flechas contra Lengua de Serpiente, que moriría inmediatamente, atravesado por tres de los proyectiles. El último lance y la última muerte de la Guerra del Anillo ocurrirían justo donde empezó todo, en Hobbiton de donde Frodo inicialmente partió hacia Rivendel.
- Datos: Q2532784